# Cleonice keteli
Cleonice keteli är en tvåvingeart som beskrevs av Ziegler och Menzel 2000. Cleonice keteli ingår i släktet Cleonice och familjen parasitflugor.
Artens utbredningsområde är Tyskland. Arten är reproducerande i Sverige. Inga underarter finns listade i Catalogue of Life.